# Centro per le Culture del Mediterraneo
Il Centro per le Culture del Mediterraneo di Reggio Calabria, spesso denominato Museo del Mare per la sua collocazione e tematica prevalente, è un'infrastruttura culturale progettata per la città calabrese, la cui inaugurazione è prevista per il 2028.
La sua ubicazione è prevista sul Regium Waterfront, nell'area portuale, precisamente sul molo di ponente. Non è stato comunicato un numero civico specifico per il Centro, ma la via sarà sicuramente Via Spiaggia Candeloro.

## Storia
Il progetto è stato concepito a seguito di un concorso internazionale di progettazione bandito dal Comune di Reggio Calabria e dall'allora sindaco Giuseppe Scopelliti nel 2006, con scadenza per la presentazione delle proposte il 12 gennaio 2007. Il concorso è stato vinto nel febbraio 2009 dallo studio Zaha Hadid Architects, fondato dall'architetta Zaha Hadid. La proprietà dell'opera, una volta completata, sarà del Comune di Reggio Calabria. La posa della prima pietra è avvenuta il 28 febbraio 2025 , con la presenza del sindaco Giuseppe Falcomatà.
Il cantiere è stato aperto il 28 febbraio 2025. Dopo la demolizione degli edifici esistenti (5 silos e alcune barriere architettoniche) e le prime opere di bonifica, si sta procedendo alla costruzione della struttura principale. Il progetto è finanziato attraverso i fondi europei del PNRR, per un totale di 121 milioni euro. L'inaugurazione dell'opera è prevista per il 2028.

## Descrizione
Il Centro è un complesso multifunzionale la cui architettura, ispirata alla forma di una stella marina, è stata pensata per integrarsi con il paesaggio costiero. All'interno, sono previsti: un acquario di 4.500 metri quadrati che riprodurrà l'ecosistema dello Stretto di Messina; spazi museali di 7.000 metri quadrati per esposizioni permanenti e temporanee incentrate sulle culture del Mediterraneo, l'archeologia (inclusa quella subacquea), la storia, l'astronomia e l'arte; un auditorium; aree educative e didattiche; laboratori di restauro; un archivio e una biblioteca tematica; un giardino mediterraneo; e aree per il tempo libero come bar, ristorante e libreria.